# Славко Леовац
Славко Леовац (Мостар, 27. март 1929 — Београд, 5. септембар 2000) био је српски књижевник, књижевни критичар, историчар, председник Академије наука и умјетности Републике Српске и члан Сената Републике Српске.

## Биографија
Рођен је 1929. у Мостару. Студирао је у Сарајеву, а докторирао у Београду. Радио је као редовни професор на Одсеку за општу и компаративну књижевност Филолошког факултета у Сарајеву. У Сарајеву је радио као уредник издавачких предузећа „Свјетлост“ и „Веселин Маслеша“. Од 1957. до 1972. године је био један од уредника часописа Израз.
У Сарајеву је живио до 1992. године када након петомјесечног малтретирања и мучења од стране муслиманских власти, напушта Сарајево и одлази у Београд. Од доласка у Београд 1992. је радио као професор на Катедри за српску књижевност до пензионисања 1994. Након пензионисања, наставио је да ради као професор на Филозофском факултету у Бањалуци и Српском Сарајеву. Био је члан уређивачког одбора Комисије за израду Српске ретроспективне библиографије у периоду 1989-1994, и замјеник председника у периоду 1995-2004.
За дописног члана Академије наука и умјетности Републике Српске је изабран 11. октобра 1996, а за редовног члана 27. јуна 1997. Био је потпредседник АНУРС од 11. октобра 1996. до 4. маја 2000, када је изабран за председника Академије наука и умјетности Републике Српске. На позицији председника АНУРС је остао до смрти 5. септембра 2000.
Био је сенатор Републику Српске у првом сазиву Сената 1996. године.

## Награде и признања
Добио је Априлску награду Сарајева (1960), Двадесетседмојулску награду Босне и Херцеговине (1965), „Веселин Маслеша“ (1988) и друга признања.